# 富士浅間神社 (名古屋市中区)
富士浅間神社（ふじせんげんじんじゃ）は、愛知県名古屋市中区大須2丁目18-28にある神社（浅間神社）。社格は旧郷社。
参拝すると富士山に参詣するのと同じ効果があるとされる。現在の大須観音通はかつて浅間通と呼ばれており、仁王門通と浅間通を結ぶ通り（富士浅間神社が面している通り）は浅間横丁と呼ばれていた。かつては富士浅間神社の西側にも横丁があり、おでん屋、そば屋、飲屋、天ぷら屋などが並んでいた。毎年6月には湯立神事が執り行われる。

## 祭神
主祭神
- 木花咲耶姫命（このはなのさくやびめのみこと）[4][5][2]

その他の祭神
- 天照大御神（あまてらすおおみかみ）[4][5]
- 瓊瓊杵尊（ににぎのみこと）[4][5]
- 大山祇命（おおやまつみのかみ）[4][5]
- 彦火火出見命（ひこほほでみのみこと）[4][5]

## 歴史

### 中世

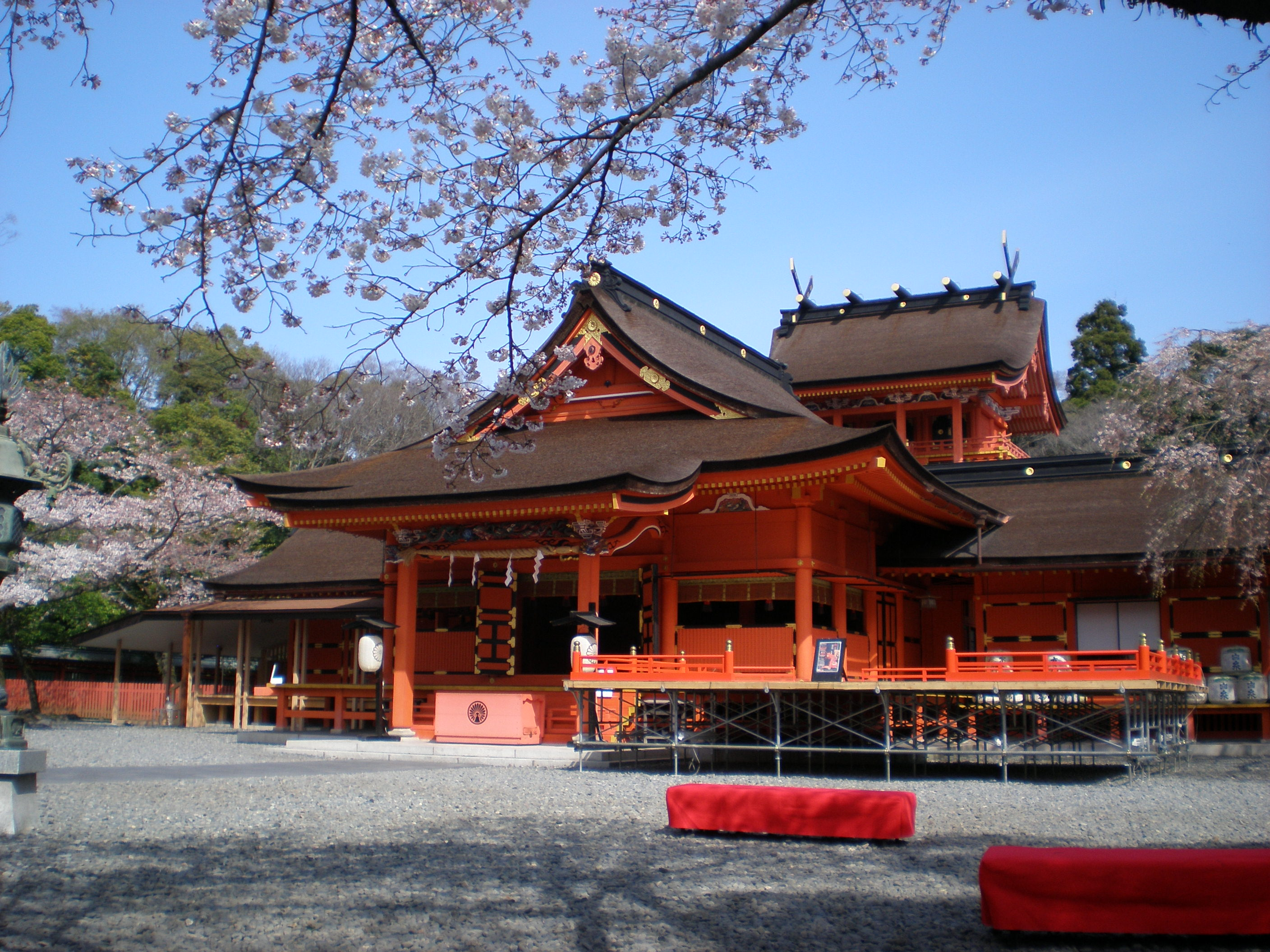
富士山本宮浅間大社

大須古墳群の一つである富士浅間神社古墳がある。
明応4年（1495年）6月1日、後土御門天皇の勅命によって尾張国日置荘の浪越山の脇に創建された。駿河国の富士山本宮浅間大社の祭神である木花咲耶姫命を勧請した。もとは富士権現または浅間宮と称していた。
小林城主の牧長清は富士山信仰に篤く、大永6年（1526年）には牧長清によって再興された。牧長清は7度の富士山参詣を志し、実際には3度しか現地に参詣することができなかったが、富士浅間神社を4度参詣して願いをかなえたとされる。

### 近世

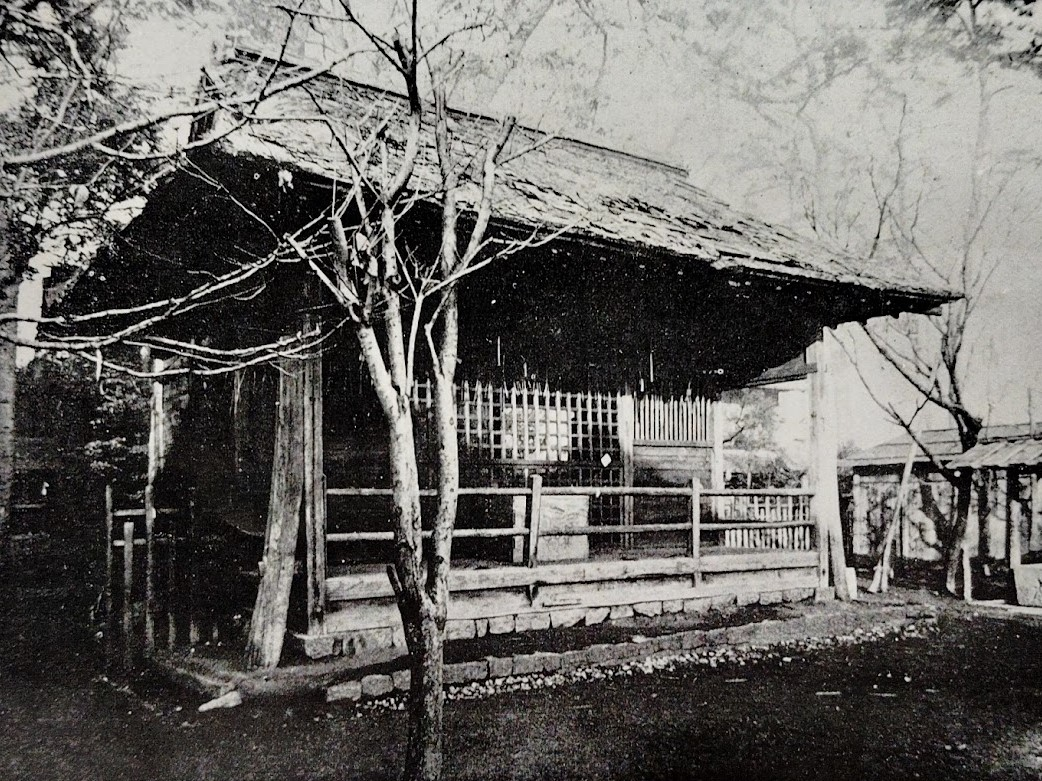
高原院が奉献した旧拝殿

元和2年（1616年）に尾張藩初代藩主の徳川義直が入国した際、修験者の林蔵坊が社守を務めていたが、寛永2年（1625年）には寺社奉行に追放され、無住となって南寺町の大圓坊に預けられた。
寛永10年（1633年）に本殿が大破した際には、尾張藩初代藩主の徳川義直の正室である高原院が社殿を再建した。明暦3年（1657年）には2代藩主の徳川光友によって本殿が修復された。寛文6年（1666年）には光友から葵御紋入りの鉄灯籠の奉納を受け、寛文7年（1667年）には光友から修験道の清寿院に対して神領切米20石を賜った。
延享元年（1744年）には社殿が大破し、8代藩主の徳川宗勝の命で修理が行われると、寛延元年（1748年）に修理が完成した。明和8年（1771年）には風雨によって再び本殿が傷み、9代藩主の徳川宗睦の命で再び修理が行われると、安永3年（1774年）9月に工事が完成した。天保9年（1838年）5月にも12代藩主の徳川斉荘の命で本殿の修理が行われている。
享保16年（1731年）には尾張藩によって境内への芝居小屋の建設が許可され、富士浅間神社周辺は宝生院（大須観音）境内とともに賑わいを見せた。天保12年（1841年）11月6日には芝居小屋から出火して延焼したが、本殿は焼失を免れている。弘化2年（1845年）に芝居小屋が再建された。
藩政期の社地は本町通に面して南北78間、東西70間ほどと広大で、尾張徳川家における安産の祈祷所となっていた。例祭は毎年6月11日であり、藩政期には6月11日に神楽奉納を、6月12日に湯立神事を行っていた。
江戸時代末期から明治時代初期にかけて刊行された『尾張名所図会』にも描かれている。

### 近代

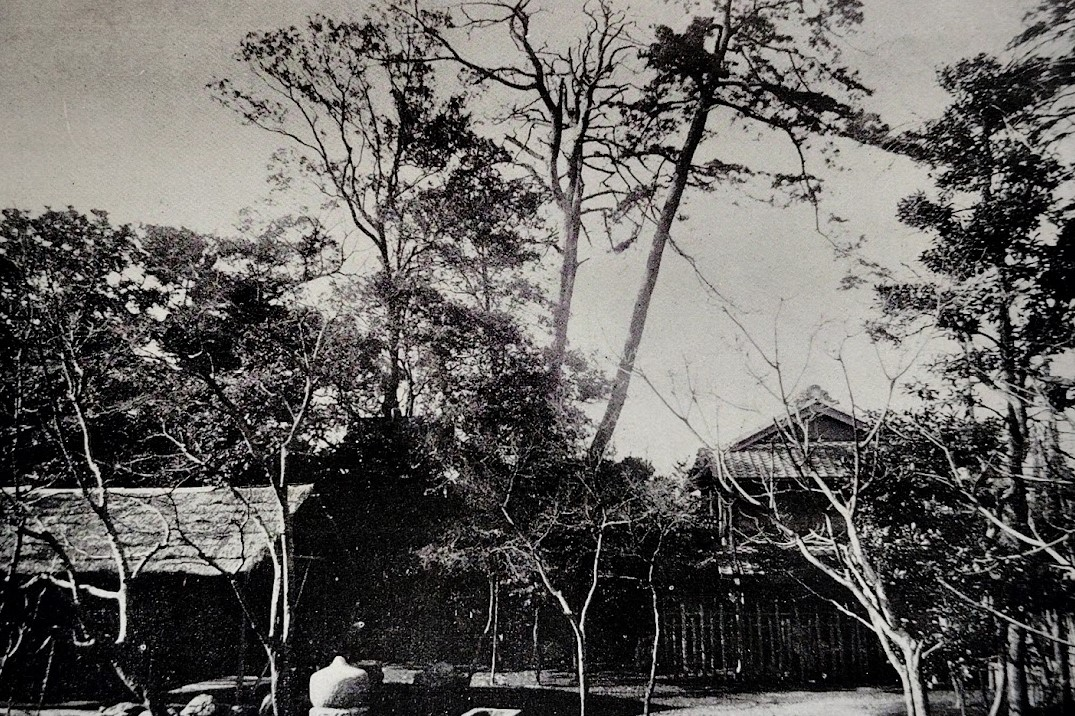
明治時代の境内

明治維新後の神仏分離の際、まずは清寿院の村瀬忠喬が神職に任じられたが、1871年（明治4年）7月には神職を解かれたうえに、1872年（明治5年）9月には清寿院が廃止された。仏教に関する建物がすべて取り除かれ、境内における芝居や興行が禁じられている。1872年（明治5年）には村社に列せられた。
1877年（明治10年）には富士浅間神社の境内を含めた範囲が、名古屋市初の公園である浪越公園に指定されたが、1896年（明治29年）には公園と社地が分離された。
1900年（明治33年）頃には社務所が建てられた。1907年（明治40年）10月26日には神饌幣帛料供進社に指定された。1912年（大正元年）には無格社の湊川神社を合祀し、楠正成、和気清麻呂、守屋大連を合わせ祀ることとなった。

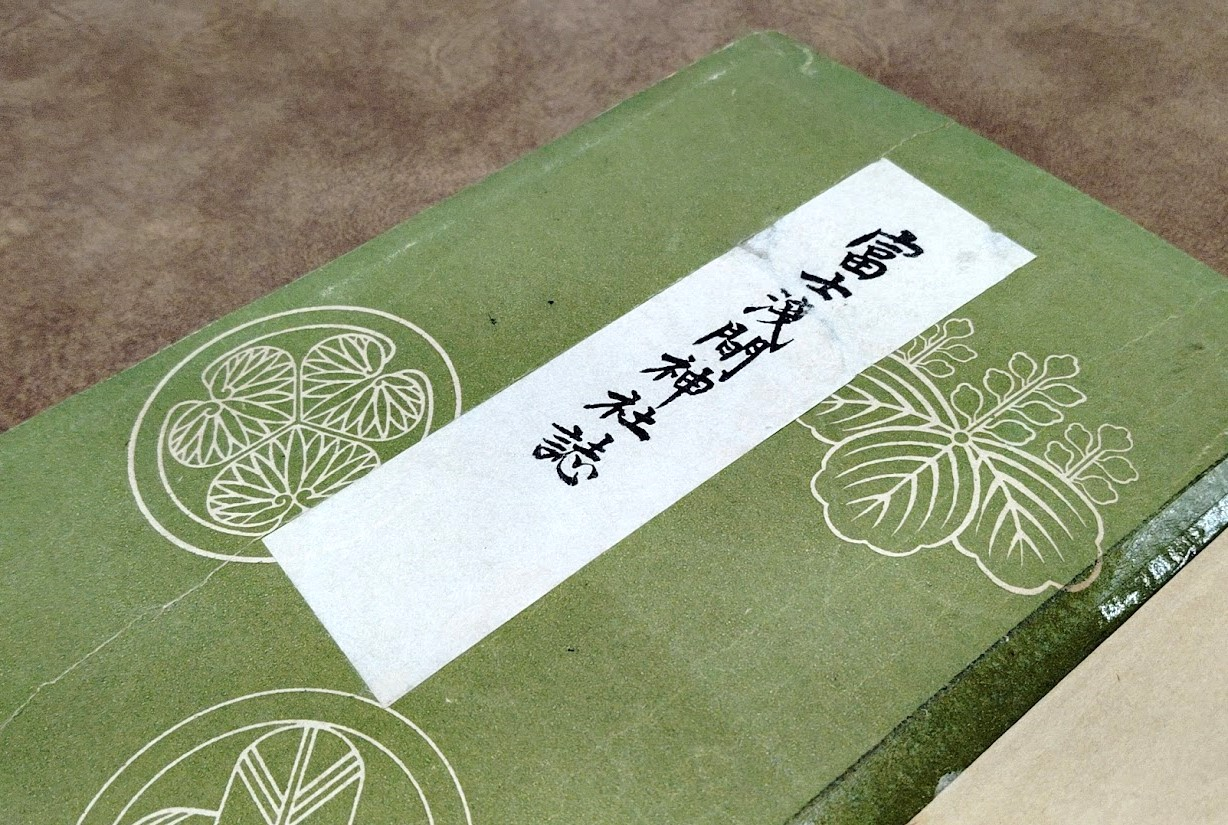
『富士浅間神社誌』

1920年（大正9年）6月10日には拝殿が改築された。1922年（大正11年）6月には門前町上区の有志から銅製神馬が寄付され、1923年（大正12年）6月には神楽殿が新築された。1925年（大正14年）1月には社務所、御札所、供進使斎館が新築された。

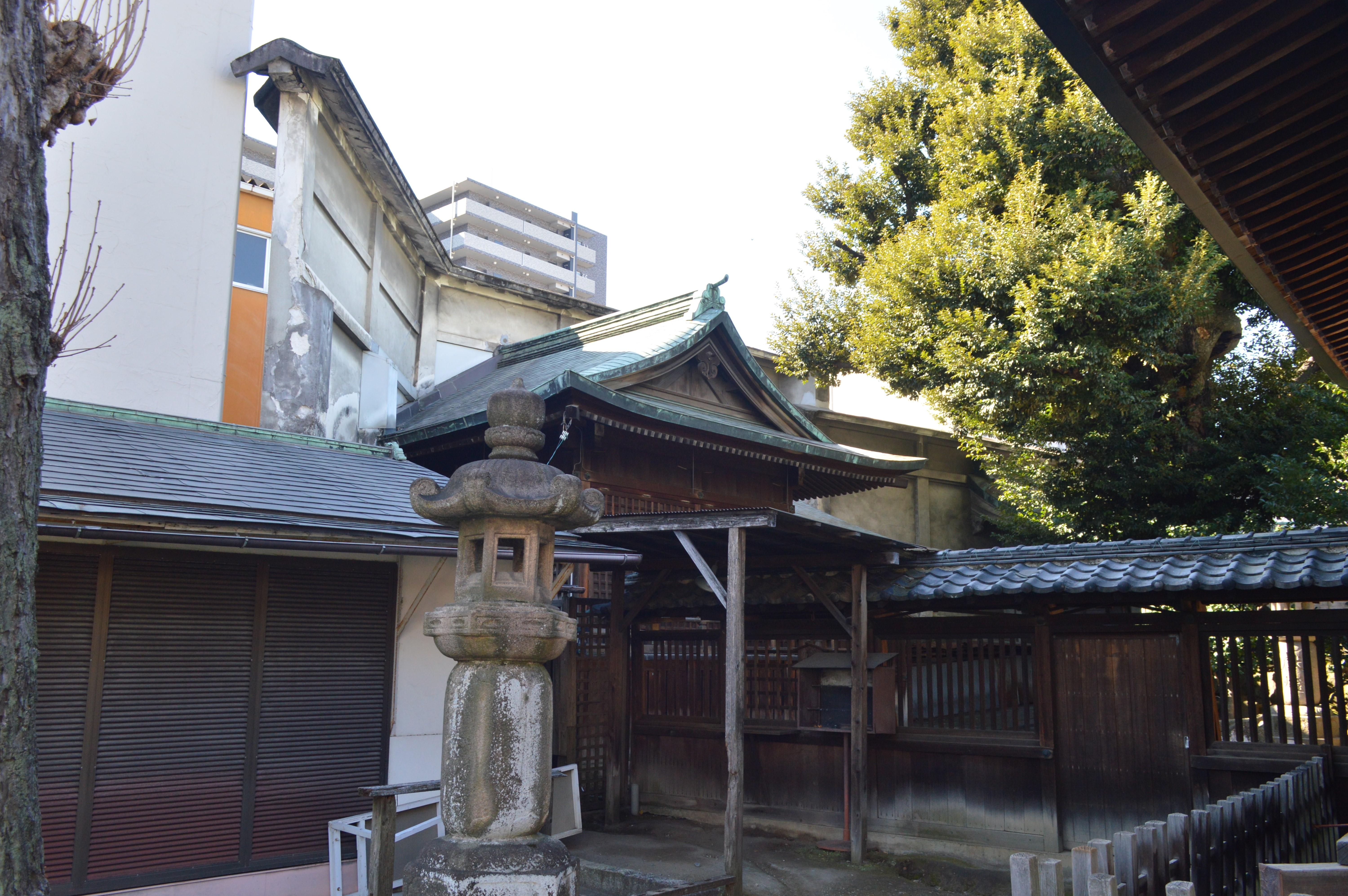
防火塀

1928年（昭和3年）11月には本殿の大改修に着手し、1929年（昭和4年）2月13日に竣工、2月15日に遷宮を執り行った。この本殿は高原院によって造営されたものである。浅間通が繁栄を極めるにつれて、本殿の近くにも民家が建てられるようになったため、この大改修の際には檜皮葺を銅板葺に変更している。また、1930年（昭和5年）9月以降には民家との間に防火塀が建てられた。1932年（昭和7年）3月25日には郷社に昇格し、昇格を記念して社誌『富士浅間神社誌』が編纂された。

### 現代
太平洋戦争末期の1945年（昭和20年）3月、大須の大部分は名古屋大空襲の被害に遭って焼失したが、富士浅間神社の社殿は空襲を受けなかった数少ない建物である。コンクリート製の防火塀を築いていたために戦火を免れた。大須では大須観音の旧大須文庫や鐘楼も空襲の被害を受けていない。
2011年（平成23年）10月17日、社殿が認定地域建造物資産に認定された。

## 境内

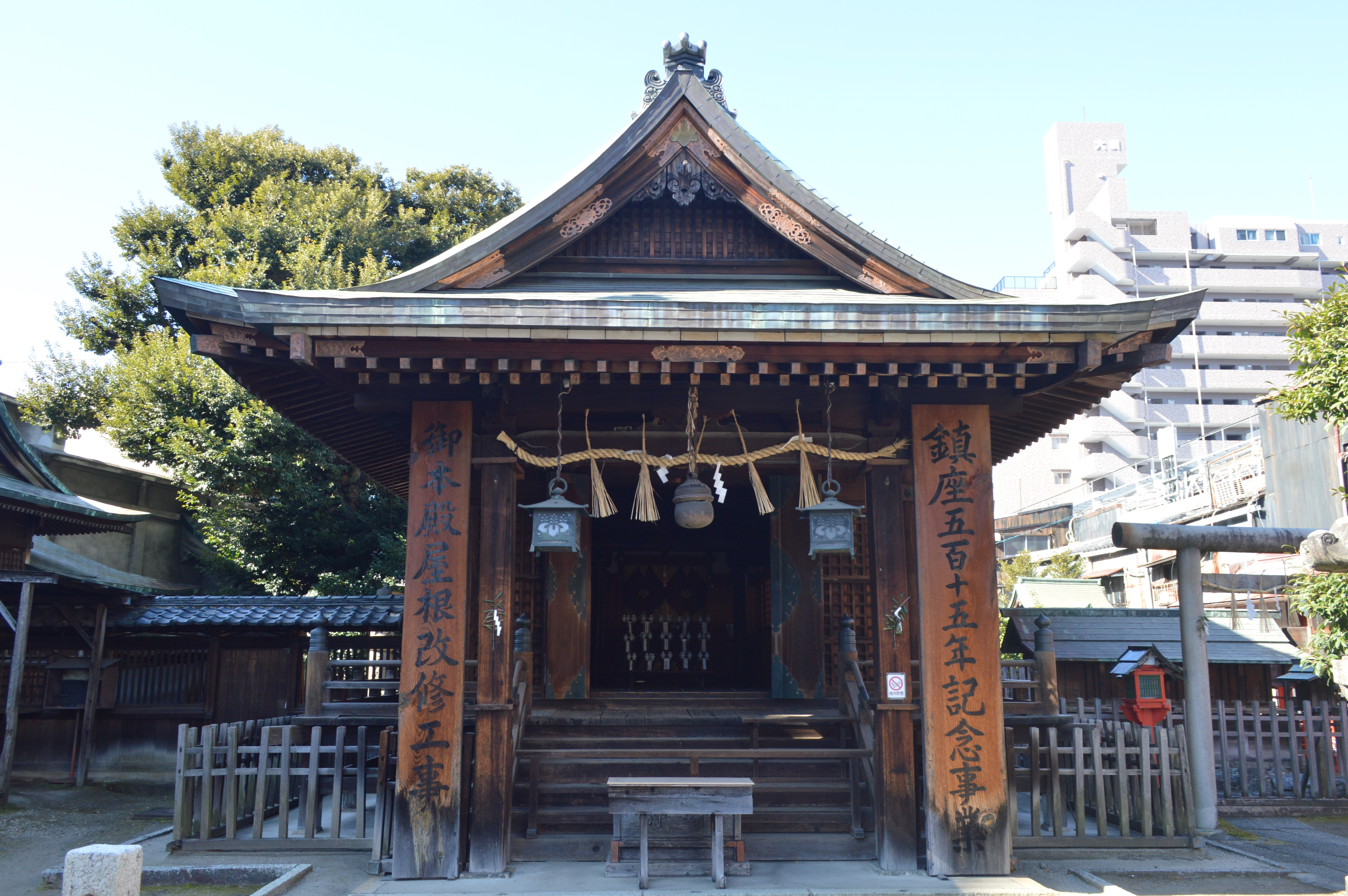
拝殿

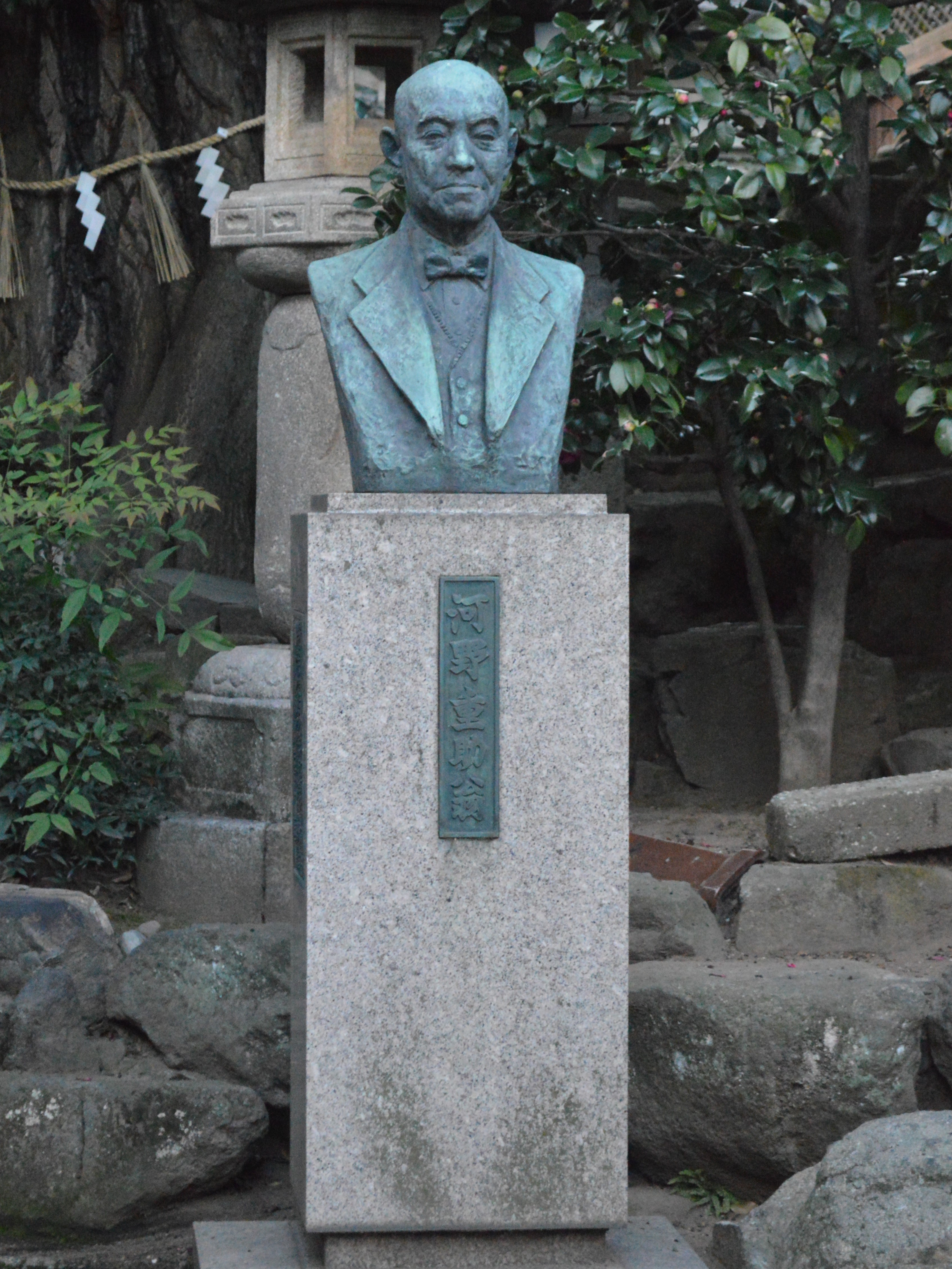
銅像「河野重助翁」

かつて境内の入口脇には尾張三名水のひとつである柳下水があった。文久3年（1863年）に徳川家茂が上洛した際には本願寺名古屋別院（西別院）に泊まったが、この際には柳下水を飲み水としたことでさらに名声を得た。井戸の脇にはヤナギの巨木があったが、このヤナギは1919年（大正8年）に枯死した。
- 本殿[5]
- 幣殿[5]
- 拝殿[5]
- 社務所[5]
- 神饌所[5]
- 奏楽所[5]
- 宝庫[5] - 1930年（昭和5年）11月20日完成[1]。鉄筋コンクリート造[1]。
- 河野重助翁像 - 大須土地区画整理組合の組合長などを歴任し、1932年（昭和7年）に『富士浅間神社誌』を刊行した河野重助の銅像。
- まねき稲荷

### 摂末社
- 稲荷社 - 祭神は宇賀之御魂[6]。
- 天神社 - 祭神は菅原道真[6]。
- 金刀比羅社 - 祭神は大己貴命[6]。旧称は金毘羅大権現であり、1871年（明治4年）8月に金刀比羅社に改称した[6]。
- 出雲社 - 祭神は大己貴命[6]。
- 秋葉社 - 祭神は迦具土神[6]。

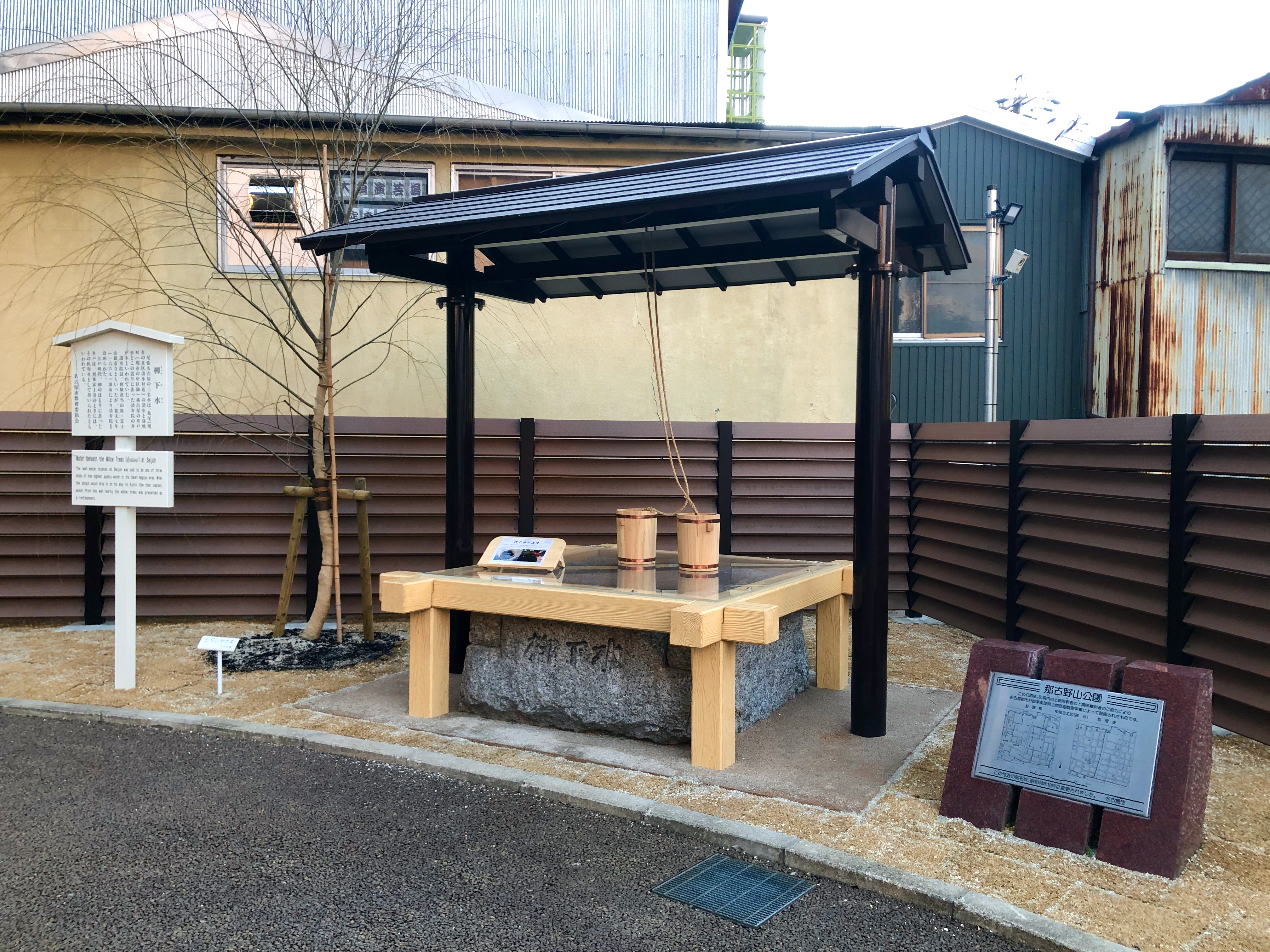
那古野山古墳公園に移設された柳下水

## 文化財

### 市指定文化財
- 狛狗 - 1959年（昭和34年）3月7日、名古屋市指定文化財に指定された[12]。
- 須恵器（台付壺） - 1959年（昭和34年）3月7日、名古屋市指定文化財に指定された[13]。